# Digijet
Digijet ist die Bezeichnung für eine Motorsteuergeräte-Baureihe des Volkswagen-Konzerns. Das Kunstwort Digijet setzt sich dabei aus "digital injection" zusammen und bezeichnet eine digitale Einspritzanlage. Die Digijet-Motorsteuergerätereihe wurde von Bosch und später auch von der Kraftfahrzeug-Elektronik Nürnberg (KEN) produziert.

## Aufbau
Die Digijet ist eine elektronisch gesteuerte Einspritzung mit programmiertem Einspritzkennfeld mit Schubabschaltung, Lambda-Regelung, Kaltstart-, Warmlauf- und Volllastanreicherung. Vom Aufbau entspricht die Digijet der L-Jetronic. Die Einspritzventile werden simultan angesteuert und spritzen den Kraftstoff in das Saugrohr vor die Einlassventile. Beim Start bis zum Erreichen einer motorabhängigen Mindestdrehzahl wird viermal pro Arbeitstakt, danach zweimal pro Arbeitstakt eingespritzt. Die höhere Einspritzfrequenz beim Start soll eine bessere Aufbereitung des Gemisches bewirken. Der Zündzeitpunkt wird bei allen Digijet-Versionen mechanisch von der Unterdruckdose am Verteiler bzw. per Fliehkraftsteller im Verteiler gesteuert, teilweise auch durch beide zusammen. Hinzu kommt die "digitale Leerlaufstabilisierung", die über Zündwinkeländerungen die Leerlaufdrehzahl konstant hält.
Das Motorsteuergerät besitzt keinen Fehlerspeicher. Nur bei einigen Varianten ist eine rudimentäre Diagnose vorhanden.
Beim Ausfall einzelner Sensoren werden Standardwerte angenommen, so dass in den meisten Fällen noch eine Fahrt in die Werkstatt möglich ist (Notlauf).

## Gemischkorrektur

### Kaltstart
- Die Einspritzventile werden vom Steuergerät länger geöffnet, um das Gemisch anzufetten. Bei steigender Temperatur nimmt die Öffnungsdauer ab.
- Die Lambda-Regelung ist deaktiviert.
- Der Zusatzluftschieber oder ein Leerlaufsteller heben den Leerlauf an.

### Warmlaufphase
- In der Warmlaufphase wird der Leerlauf durch den Leerlaufsteller/Zusatzluftschieber stabilisiert.
- Die Lambda-Regelung wird ab einer bestimmten Kühlwassertemperatur eingeschaltet.

### Laständerungen
- Der Drosselklappenschalter gibt Information (bei Leerlauf und Volllast geschlossen) an das Steuergerät. Die Unterscheidung "Leerlauf oder Volllast" wird über die durchgesetzte Luftmenge getroffen. Bei Volllast wird das Gemisch auf etwa 3 % CO angereichert (maximale Leistung bei leicht abgesenkten NOx-Emissionen), bei Leerlauf wird oberhalb einer Mindestdrehzahl die Schubabschaltung aktiv.

Ein schneller Anstieg der Luftmenge führt ebenfalls zu einer kurzzeitigen Anreicherung, ähnlich der Beschleunigungspumpe des klassischen Vergasers.

### Änderung der Ansauglufttemperatur
- Erkennung über den Ansauglufttemperaturwiderstand. Das Steuergerät reagiert mit Veränderung der Einspritzmenge.

### Drehzahlbegrenzung
- Das Steuergerät bekommt die Drehzahlinformation vom Verteiler und nimmt zwischen 6400 min−1 und 6500 min−1 die Einspritzmenge zurück.

### Schubabschaltung
- Erkennung über Drehzahl, Drosselklappenschalter und Stauklappen-Luftmengenmesser; das Steuergerät stoppt die Einspritzung bei betriebswarmen Motor, losgelassenem Gaspedal und oberhalb von 1500 min−1.

### Volllast
- Erkennung über Drehzahl, Drosselklappenschalter und Stauklappen-Luftmengenmesser; das Steuergerät erhöht zusätzlich die eingespritzte Kraftstoffmenge. Die Lambda-Regelung wird abgeschaltet.

### Lambda-Regelung
- Eine Lambdasonde erkennt fettes oder mageres Gemisch, dementsprechend wird die Einspritzmenge angepasst.

## Varianten
Die Digijet wurde zuerst im VW T3 mit Wasserboxermotor mit den Motorkennbuchstaben DH (USA), GW (Europa) und DJ verbaut. Später fand sie Verwendung in den Modellen Jetta, Golf, Polo und Polo Coupe. Dort im Reihenvierzylindermotor mit dem Motorkennbuchstaben NZ. Bei den Wasserboxermotoren wird der Leerlauf teilweise über ein separates Steuergerät und einen Prallplattensteller als Bypass zur Drosselklappe geregelt, um Leerlaufschwankungen zu verhindern und den Leerlauf bei eingeschalteter Klimaanlage oder starkem Lenkeinschlag zu stabilisieren. Sonst gab es nur einen Zusatzluftschieber, der zeitabhängig (elektrische Heizung) und Motortemperatur-abhängig den Leerlauf während des Kaltstarts und der Warmlaufphase anhebt. Alle Varianten haben außerdem eine Leerlaufstabilisierung über den Zündzeitpunkt.
Übersicht der Digijetvarianten
| Modell | Hubraum  | Bauart | Zylinder | Leistung       | MKB | Bauzeit   |
| ------ | -------- | ------ | -------- | -------------- | --- | --------- |
| 1,9 l  | 1888 cm³ | WBX    | 4        | 60 kW (82 PS)  | DH  | 1982–1985 |
| 1,9 l  | 1888 cm³ | WBX    | 4        | 66 kW (90 PS)  | GW  | 1983–1985 |
| 2,1 l  | 2081 cm³ | WBX    | 4        | 82 kW (112 PS) | DJ  | 1984–1989 |
| 1,3 l  | 1272 cm³ | Reihe  | 4        | 40 kW (55 PS)  | NZ  | 1987–1992 |